# Bolo faringeo
Il bolo faringeo è una condizione medica in cui il paziente lamenta una sensazione di costrizione in gola al di sotto del pomo d'adamo. Per anni il bolo ipofaringeo, anche detto globus, è stato attribuito esclusivamente a cause psicologiche e veniva detto bolo isterico. Solamente a partire dai primi anni '90 si sono svolti studi più accurati che hanno evidenziato come questo sintomo sia spesso correlato a condizioni patologiche esistenti e raramente connesso a stati psichici.

## Eziologia
Tra le cause più comuni di bolo ipofaringeo possiamo trovare una disfagia orofaringea, un cancro della laringe o della faringe, un'ostruzione esofagea o più facilmente una malattia da reflusso faringo-laringeo o malattia da reflusso gastroesofageo non erosivo.